# Skuldelevskeppen

Skuldelevskeppens placering före utgrävningen.

Skuldelevskeppen är en samlingsbeteckning på fem vikingaskepp som har hittats i Roskildefjorden i närheten av Skuldelev omkring 20 kilometer norr om Roskilde i Danmark. Skeppen upptäcktes i samband med  dykningar i slutet av 1950-talet och grävdes ut 1962.
Under den senare delen av vikingatiden spärrade man av  delar av Roskildefjorden för att kunna kontrollera tillfarten till en av Danmarks största städer på den tiden. Tre uttjänta skepp bogserades till den smalaste passagen i fjorden utanför byn  Skuldelev, fylldes med sten och sänktes i farleden. Tjugo år senare sänktes ytterligare två skepp på samma plats. Vid udgrävningarna trodde man först att det fanns sex sänkta skepp i avspärrningen, men det visade sig att de delar man trodde var från Skuldelev 4 i verkligheten tillhörde Skuldelev 2. Man ändrade dock inte den ursprungliga numreringen så därför "saknas" Skuldelev 4. 
Vikingaskeppen är utställda på Vikingaskeppsmuseet i Roskilde och ett flertal repliker har byggts.

## Skeppen

### Skuldelev 1

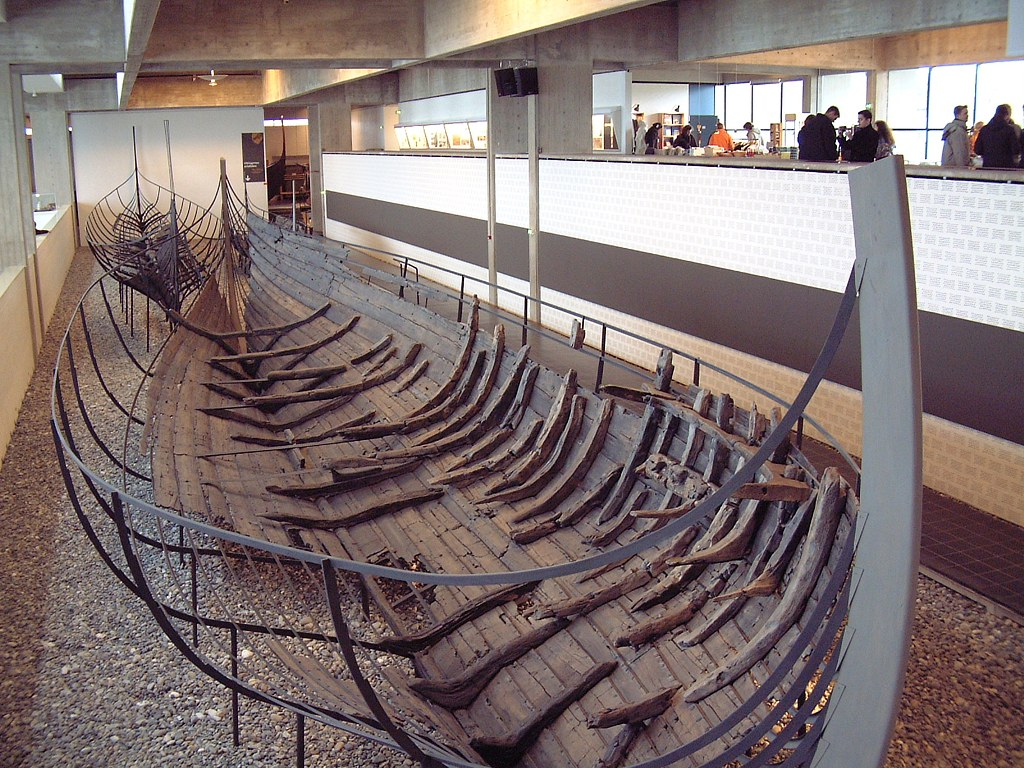
Resterna av Skuldelev 1.

Skuldelev 1 är en knarr från 1000-talet. Den är byggd av ek och furu i västra Norge och är 16,5 meter lång och 4,5 meter bred. Knarren hade ett öppet lastrum och tros ha transporterat gods på längre färder över öppet hav.

### Skuldelev 2

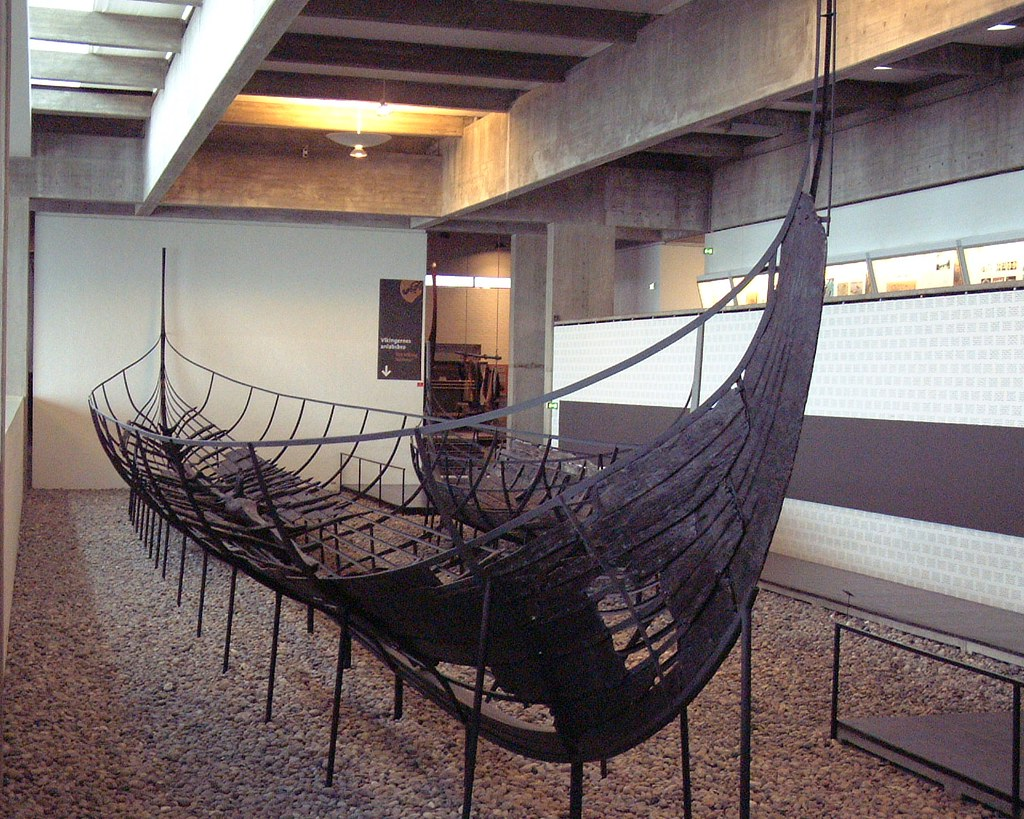
Resterna av Skuldelev 2.

Skuldelev 2 är ett 29,6 meter långt krigsskepp i ek som har daterats till år 1042. Det är byggt i Irland och har renoverats vid flera tillfällen innan det sänktes i Roskildefjorden på 1070-talet. Vikingaskeppet tros ha haft en besättning på 60 man men hade även extra utrymme för 20 man. 

### Skuldelev 3

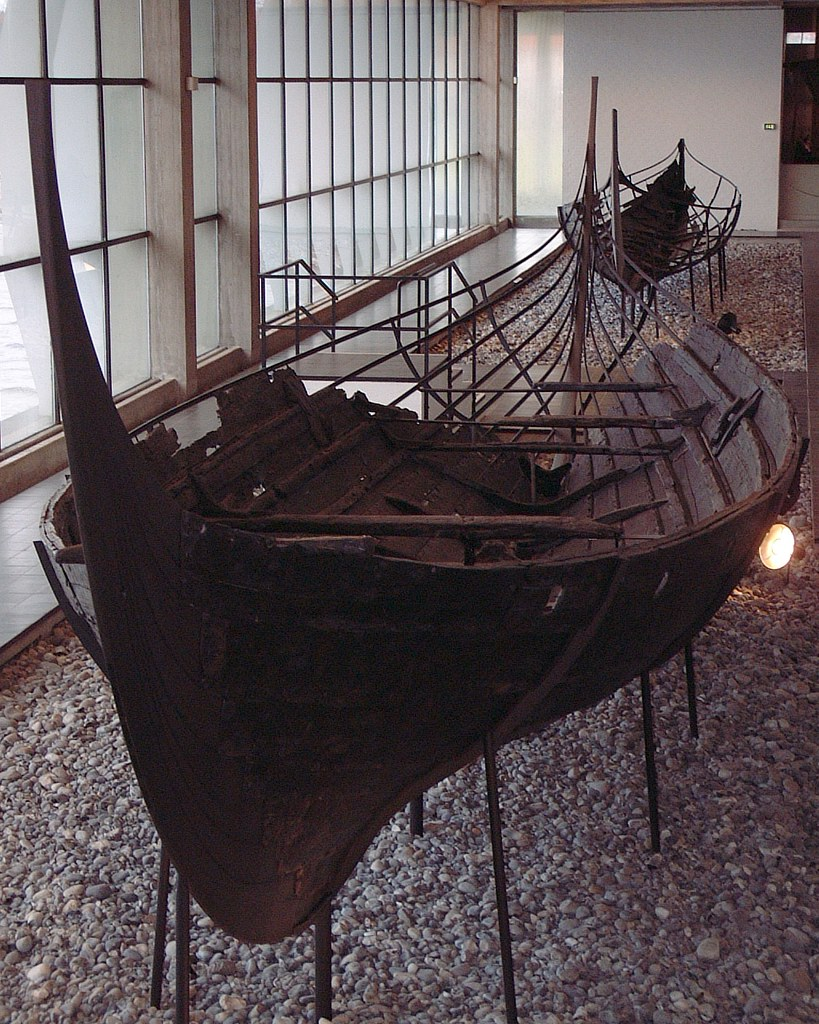
Resterna av Skuldelev 3.

Skuldelev 3 är byggt i Danmark av ek omkring år 1040. Skeppet är 14 meter långt och 3,3 meter brett och avsett för transport och kan ha lastat upp till 4,6 ton. Det är välbevarat och omkring 75 procent har kunnat bärgas.

### Skuldelev 5

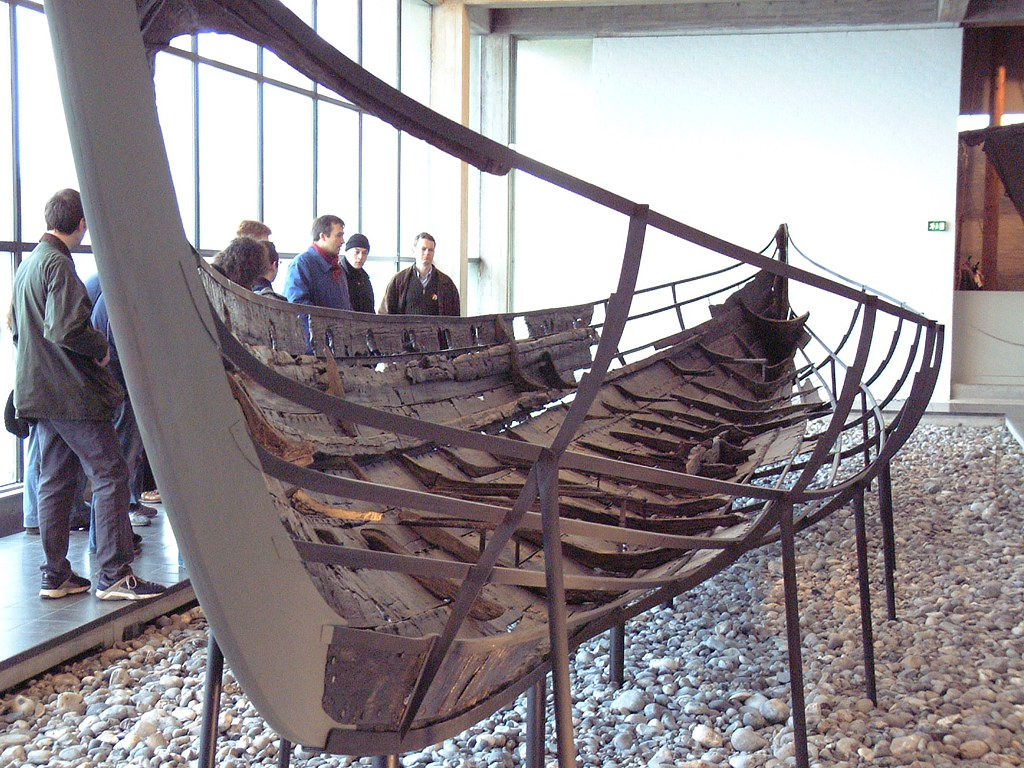
Resterna av Skuldelev 5.

Skuldelev 5 är ett långt smalt krigsskepp av snipatyp. Det är 17,3 meter långt och 2,5 meter brett och har plats för 30 personer inklusive 26 roddare. Skeppet är byggt omkring 1030 i närheten av Roskilde av ek, furu, ask och al. Det är grundgående och avsett för färder runt Danmark och i Östersjön. Omkring 50 procent av skeppet har bevarats.

### Skuldelev 6

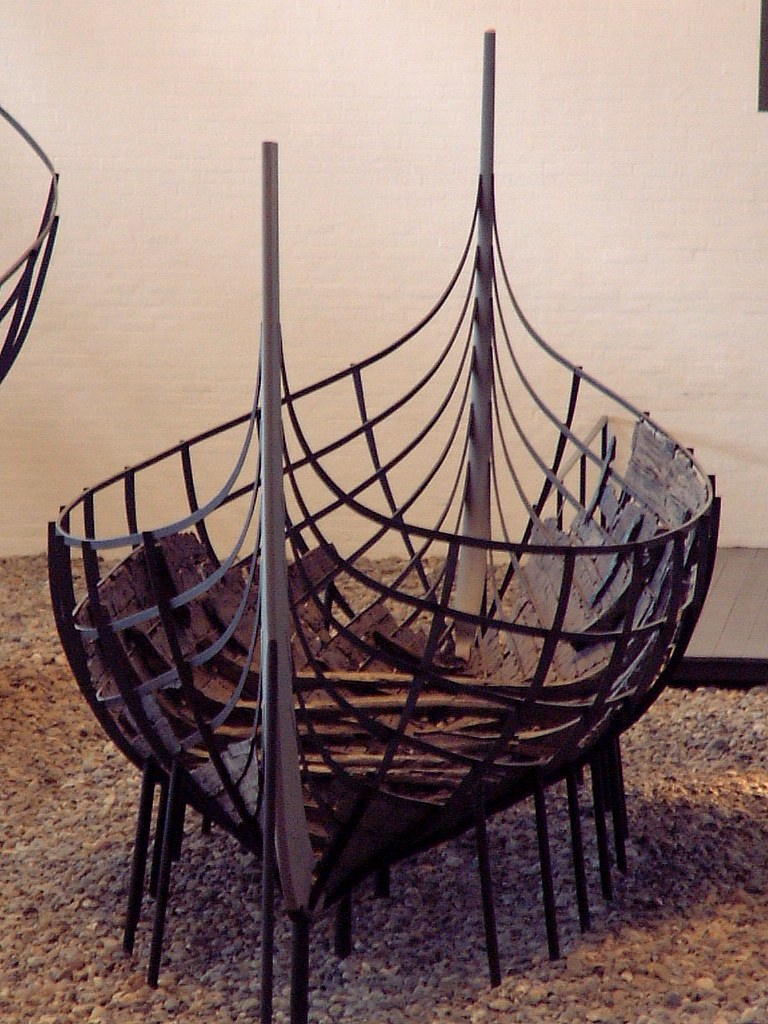
Resterna av Skuldelev 6.

Skuldelev 6 är byggt av furu i Norge omkring 1030. Det är 11,2 meter långt och 2,5 meter brett och har byggts om flera gånger. Skeppet  har troligen använts till fiske och efter ombyggnaden till godstransport. Omkring 70 procent av skeppet har bevarats.